# Point of Sleat
Point of Sleat är en udde i Storbritannien.   Den ligger i kommunen Highland och riksdelen Skottland, i den nordvästra delen av landet, 700 km nordväst om huvudstaden London.
Terrängen inåt land är platt österut, men åt nordost är den kuperad. Havet är nära Point of Sleat åt sydväst.  Närmaste större samhälle är Mallaig, 12,3 km öster om Point of Sleat. 